# Negatief-wettelijk bewijsstelsel
Het negatief-wettelijk bewijsstelsel is een leerstuk uit het strafrecht. Het negatief-wettelijk bewijsstelsel houdt in dat er een minimumeis aan het bewijs wordt gesteld, maar dat de rechter niet tot een bewezenverklaring van het ten laste gelegde feit kan komen als hij niet de overtuiging heeft gekregen dat dit ten laste gelegde feit door de verdachte is begaan. Dit in tegenstelling tot het positief-wettelijk bewijsstelsel, waar de rechter de verplichting heeft om tot een bewezenverklaring van het feit te komen, als aan de minimumeisen van het bewijsrecht is voldaan. Zowel bij het negatieve stelsel als bij het positieve stelsel moeten de aangevoerde bewijzen hun grondslag vinden in de wet, om als bewijs te worden toegelaten. Daarenboven kan er nog een onderscheid gemaakt worden tussen het wettelijke bewijsstelsel en het vrije bewijsstelsel. In het geval van het vrije bewijsstelsel staat men vrij elk soort bewijs te bezigen.

## Toepassing in verschillende jurisdicties
- In Nederland is het negatief-wettelijk bewijsstelsel van toepassing, neergelegd in artikel 338 Sv: 'Het bewijs dat de verdachte het telastegelegde feit heeft begaan, kan door den rechter slechts worden aangenomen, indien hij daarvan uit het onderzoek op de terechtzitting door den inhoud van wettige bewijsmiddelen de overtuiging heeft bekomen.'